# Montreuil-Bellay
Montreuil-Bellay is een gemeente op de rivier de Thouet in het Franse departement Maine-et-Loire (regio Pays de la Loire). De plaats maakt deel uit van het arrondissement Saumur. Montreuil-Bellay telde op 1 januari 2022 3.716 inwoners.

## Geografie
De oppervlakte van Montreuil-Bellay bedroeg op 1 januari 2022 48,96 vierkante kilometer; de bevolkingsdichtheid was toen 75,9 inwoners per km².

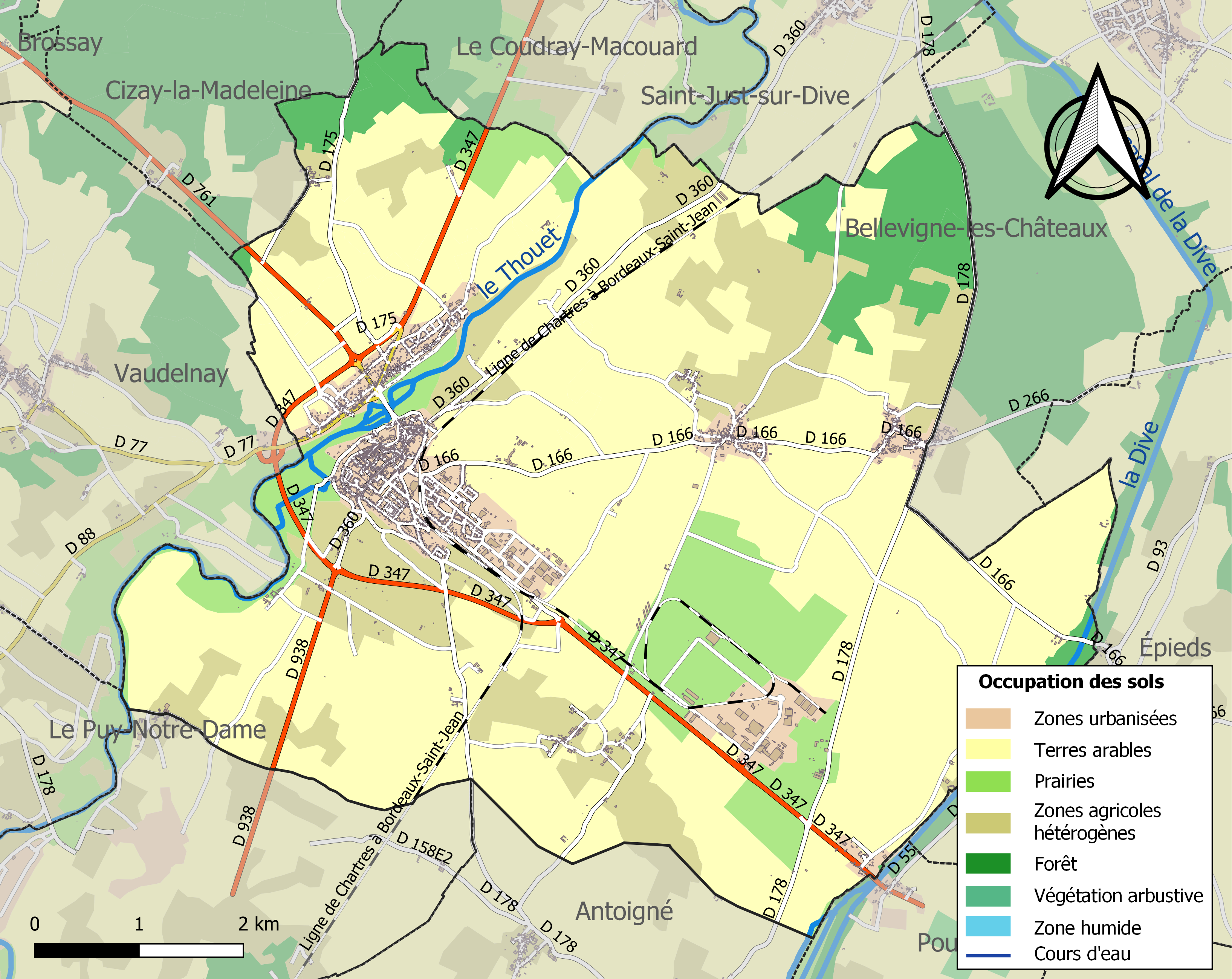
Kaart van de gemeente met de belangrijkste infrastructuur, bodemgebruik en omliggende gemeenten

## Demografie
Onderstaande figuur toont het verloop van het inwonertal (bron: INSEE-tellingen).

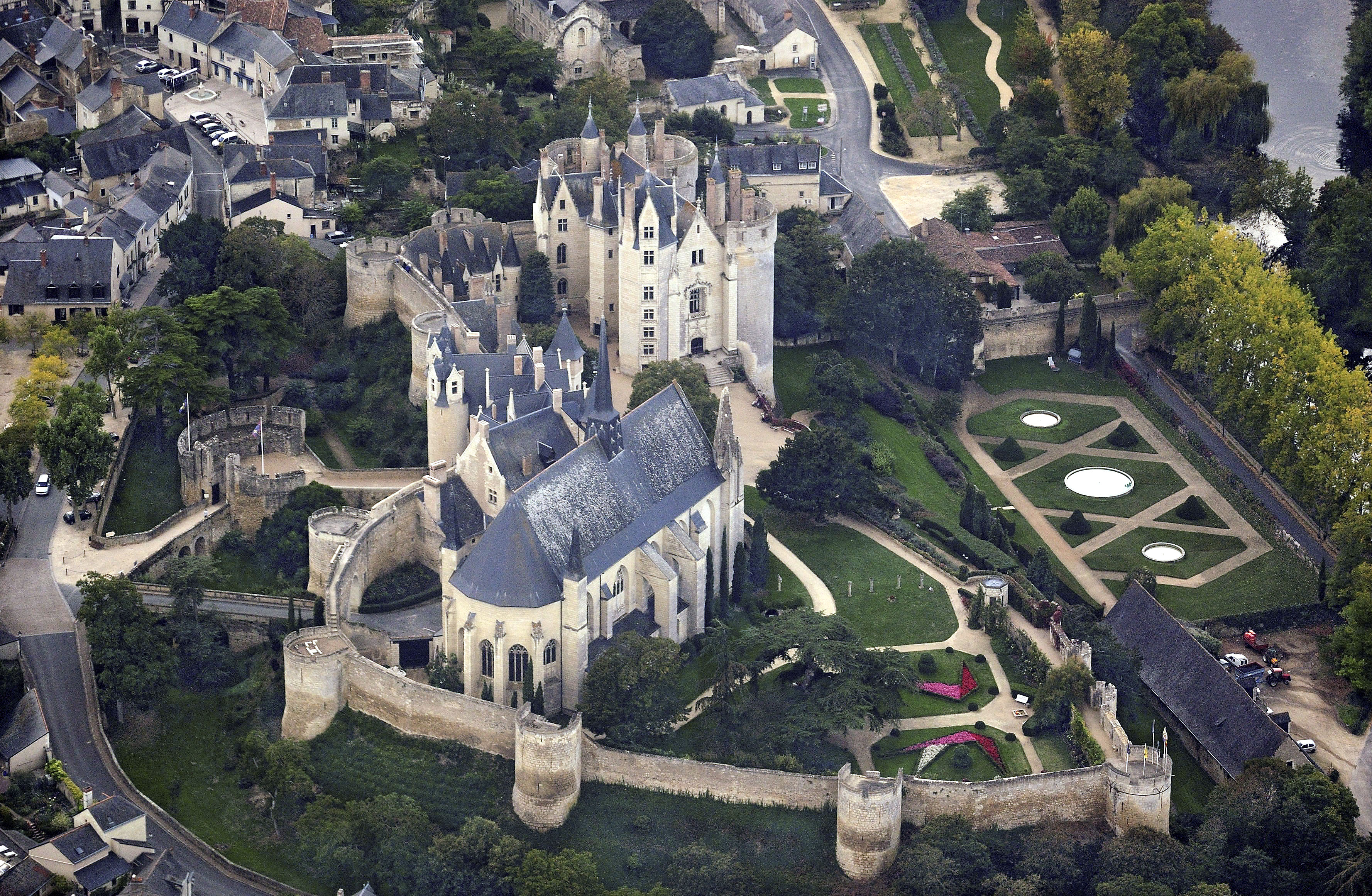
Kasteel van Montreuil-Bellay

## Kasteel
Op het grondgebied van Montreuil-Bellay bevindt zich een kasteelcomplex waarvan de bouwgeschiedenis teruggaat tot de elfde eeuw. Het omvat een klein kasteel, een groter (recenter) kasteel en een kapittelkerk.